# فرصة السوق

شاشة عرض معلومات التحليل الفني لسوق الأوراق المالية في بورصة تايوان

فرصة السوق (بالإنجليزية: Market opportunity) هي منفعة أو حاجة لم تشبع بعد ولدى الشركة أو المؤسسة إمكانية لتحقيق هذا الإشباع
كما تعرف فرصة السوق بأنها حادثة تحديد احتياج السوق لسلع وخدمات لم تستغل بعد من قبل النافسين ولم تتواجد أي شركات أو مؤسسات تستطيع تلبية هذا الاحتياج
كما تعرف بأنها الطلب الذي يمكن أن تستغله مؤسسة ما

## متى تظهر فرصة السوق
تظهر فرصة السوق إذا كانت الشركة لديها إمكانيات مدروسة لتحقيق إشباع أفضل من المنافسين على الطلب لسلعة معينة
أو إذا تواجد طلب في السوق تجاه منتج أو خدمة معينة تستطيع الشركة استغلالها والبدء بتقديمها طالما لا يوجد منافسين عليها.. أي ينعدم سوق المنافسة فيها.

## تحليل فرص السوق لبنة هامة
حتى تستطيع أي من المؤسسات استغلال الفرصة بالسوق يجب عليها تحليل عوامل القوة التي تختص بها وعوامل الضعف لدى المنافسين ويتم ذلك عن طريق القيام بما يسمى تحليل فرص السوق
تعريف مصطلح تحليل فرص السوق: 
تحليل فرص السوق تعني تطبيق تقنيات التنبؤ إلى عوامل السوق التي قد تؤثر في الطلب على المنتجات التي تم تحديدها اعتبارها فرصة في السوق
تعد عملية تحليل فرص السوق عملية هامة نتيجة لما تقوم به من تقييم احتياجات السوق وتحليل إمكانيات الشركة الطامحة لاستغلال فرص السوق
فإذا كانت الشركة تنوي تطوير أدائها باستثمار عدد لا بأس فيه من فرص السوق عليها تجميع معلومات تعد الرئيسة في هذا المجال.. وذلك عن طريق الإجابة على هذه التساؤلات:
- ما هي إمكانيات الشركة الحالية؟
- من هم عملائها الحاليين؟
- من هم الشريحة من العملاء التي تود الشركة استقطابهم؟
- ماذا تتوقع أن يكون احتياج هؤلاء العملاء؟

يترتب على التحليل تدوين المعلومات التي تساعد على تقديم تصور مطلق لفرص السوق.. كما ينتج عن التحليل:
1-تحديد ما هي المنتجات الجديدة التي تحتاج إلى التطوير.
2-كيف يمكن تحديد قائمة المنتجات التي يمكن تعديلها على نحو أفضل بما يخدم السوق.
3-تقييم المنتجات الحالية التي يمكن القضاء عليها.
4-تحديد كيفية إعادة خطة تطوير الشركة وإعادة توجيهها بما يحقق المصلحة العامة.

## تقييم فرص السوق أساس الاستثمار الناجح
تقييم فرص السوق تعني بمجملها التحقق من مطابقة فرص السوق لسياسات الشركة ومواردها واستراتيجياتها
ففرصة السوق عادة ما تقسم إلى أجزاء صغيرة كل جزء يسمى«حصة سوقية».
قبل الاستثمار في أي سوق يجب على المستثمر دراسة كل من:
1- السوق المستهدفة؟
2- القيمة المتوقعة لهذه السوق؟
للإجابة على هذه التساؤلات..
لنفترض أن هناك شخص ما يريد الاستثمار في سوق تعليم البرمجيات فعليه قبل بدء الاستثمار القيام بدراسة مبدئية لهذه السوق.
تتطلب دراسة السوق معرفة حجم السوق الكلي «سوق تعليم البرمجيات» مهما كانت أجزائه، وبفرض أن حجم سوق تعليم البرمجيات يعادل 70 مليون دولار بمعنى أن العائد المالي من خلال الاستثمار بهذا السوق يعادل 70 مليون دولار، أيضاً يجب عليه تحديد أجزاء هذا السوق بصفة تفصيلية لمعرفة العائد من الاستثمار على كل حصة سوقية، فبفرض أن سوق تعليم البرمجيات ينقسم إلى جزأين رئيسيين هما:
1- التعليم من خلال المدربين الذي بدوره يقتطع 70% من حجم السوق بقيمة تعادل 49 مليار دولار
2- التعليم من خلال الحاسوب الذي بدوره يقتطع 30% من حجم السوق بقيمة تعادل 21 مليار دولار
يجب على المستثمر تحديد أي من أجزاء هذا السوق يريد الاستثمار فيه على وجه الخصوص، حتى يستطيع تحديد سوقه المستهدفة والقيمة المتوقعة لهذه السوق «أي العائد المالي من هذه السوق».

## ما هو التحليل السوقي؟
يتم التحليل السوقي لتحديد مدى جاذبية السوق ومن أجل فهم الفرص والتهديدات الناشئة فيه، حيث أنها ترتبط بالقوة والضعف في الشركة. بداية عمل تجاري جديد أو إطلاق خط إنتاج جديد من الممكن أن يكون أمراً شاقاً. البدأ من خلال تحليل سوقي شامل من الممكن المساعدة في تحديد السوق المستهدف والحاجة للمبدأ. بمجرد فهم هذا الأمر، سوف يكون من الأسهل تطوير خطة تسويقية من دون إضاعة المال في محاولة الدخول إلى السوق المشبعة بالفعل. هذا الملخص للتحليل السوقي سوف يساعد كذلك في توضيح الخطة الإستراتيجية لإيصال المنتج أو الخدمة بشكل فعال للمستهلكين.

### معرفة المنافسة
تحليل المنافسة في السوق يعطي فكرة عن التسويق الذي يقومون به، وما هي الطرق الفعالة وما هو السوق المستهدف. يجب فحص المنافسة المباشرة قبل البدأ في التحليل السوقي وأي منافسة غير مباشرة. المنافسين المباشرين هم الذين يبيعون نفس المنتج في حين أن المنافسين الغير مباشرين هم الذين يبيعون منتجات مشابهة قد يلجئ إليها المستهلكين كبدائل. فهم نقاط القوة والضعف لدى الخطط التسويقية للمنافسين سوف تساعد في تكوين أفكار تزيد من الوضعية التنافسية الخاصة بالشركة.

### فهم الخليط التسويقي
يشار إلى الخليط التسويقي عادة إلى المنتج والسعر والمكان والترويج. بمجرد تحديد المنتج يجب أن يتم تحديد السعر. وبعد ذلك تحديد الموقع الأفضل لبيعه. إذا كانت الشركة تهدف لبيع ألواح التزلج على الثلج في مدينة مشمسة، فعلى الأغلب أن لا يكون هناك سوقاً كبيراً. بعد ذلك يجب تحديد نوع الحملات الترويجية التي سوف تشجع المستهلك المحتمل لمحاول المنتج.

### تجميع التحليل السوقي
التحليل السوقي سوف يكون عمل مستمر لتبيين أداء الشركة أو المنتج مع الوقت. من المفترض أن يتعامل مع التتبع والبيانات المتعلقة بمبيعات المنتج. أي خطوط أنتاجية مستقبلية أو توسيع في خط إنتاجي يجب أن يكون واضحاً. يجب أن يكون هناك تقييم تنافسي وأفكار بشأن وضع الشركة في مكان أفضل. بالإضافة إلى ذلك، يجب على أصحاب العمل التجاري التفكير بكيفية التخطيط لتنمية الطلب في الصناعة. التحليل الدقيق سوف بمثابة مخطط لكيفية إدارة العمل التجاري. من المهم تقييم الخطة على فترات والقيام بالتغييرات عند الضرورة.

### مقترحالبيعالفريد
تطوير التحليل السوقي يعطي مقترح فريد للبيع لأي شركة. من خلال إنشاء إستراتيجية بيع مختلفة بشكل واضح، فإن ذلك سوف يجعل العمل التجاري يتميز بين الأعمال الأخرى ويعطيك أساس أي خطة تسويقية. بمجرد تحديد ما سوف يقدمه هذا المنتج للسوق، سوف يكون من الأسهل معرفة ما يحرك سلوك المشتري. مجمل التحليل السوقي سوف يكون أداة ثمينة لنمو الشركة وزيادة العوائد.
الخطة الشاملة سوف تحدد احتياجات المستهلك وتطور طريقة للوصول إلى السوق المستهدف. التحليل السوقي من المفترض أن يوصل بشكل واضح قراءات القطاع السوقي والتوقعات السوقية وتركيز السوق المستهدف. سوف يشكل هاذا الأمر أساس الخطة التسويقية. والتركيز على سبب تميز العمل التجاري وكيف سوف يتميز العمل التجاري عن غيره من المنافسين.

### كتب ومراجع
- التسويق الفعال. للدكتور طلعت أسعد عبد الحميد
- E-Commerce business.Technology.society.2009 BY: Kenneth C.Laudon

Carol Guercio Traver

### مواقع إنترنت
- http://dictionary.babylon.com/Market_Opportunity#business babylon dictionary
- http://www.businessdictionary.com/definition/market-opportunity.html نسخة محفوظة 10 مارس 2010 على موقع واي باك مشين. businessdictionary